# Torneo di Wimbledon 2021 - Doppio maschile in carrozzina
Alfie Hewett e Gordon Reid hanno sconfitto in finale il campione in carica Joachim Gérard e il suo compagno Tom Egberink, con il punteggio di 7–5, 6–2. È stato il loro quarto titolo Wimbledon. Con questa vittoria, sono diventati i primi giocatori in carrozzina a completare un Grande Slam virtuale, ed è stato il loro terzo passo verso un Grande Slam.
Gérard e Stefan Olsson erano i campioni in carica, ma Olsson non si è qualificato per Wimbledon.

## Teste di serie
1. Alfie Hewett /  Gordon Reid (campioni)

1. Stéphane Houdet /  Nicolas Peifer (semifinale)

## Tabellone

### Legenda
| - Q = Qualificato - WC = Wild card - LL = Lucky loser | - ALT = Alternate - SE = Special Exempt - PR = Protected Ranking | - w/o = Walkover - r = Ritirato - d = Squalificato |

|  | Semifinali | Semifinali                       | Semifinali                       | Semifinali | Semifinali |  |  | Finale | Finale                      | Finale                      | Finale | Finale |  |
|  |            |                                  |                                  |            |            |  |  |        |                             |                             |        |        |  |
|  | 1          | Alfie Hewett Gordon Reid         | Alfie Hewett Gordon Reid         | 6          | 7          |  |  |        |                             |                             |        |        |  |
|  |            | Gustavo Fernández Shingo Kunieda | Gustavo Fernández Shingo Kunieda | 2          | 5          |  |  | 1      | Alfie Hewett Gordon Reid    | Alfie Hewett Gordon Reid    | 7      | 6      |  |
|  |            | Tom Egberink Joachim Gérard      | 3                                | 6          | 6          |  |  |        | Tom Egberink Joachim Gérard | Tom Egberink Joachim Gérard | 5      | 2      |  |
|  | 2          | Stéphane Houdet Nicolas Peifer   | 6                                | 4          | 2          |  |  |        |                             |                             |        |        |  |